# Campoletis clitellaria
Campoletis clitellaria là một loài tò vò trong họ Ichneumonidae.